# 司馬凌海
司馬 凌海（しば りょうかい、天保10年2月28日（1839年4月11日） - 明治12年（1879年）3月11日）は、医学者・言語学者。愛知医学校校長。佐渡島新町（現：新潟県佐渡市真野新町）生まれ。日本初の独和辞典を刊行した。
諱は盈之（みつゆき）、凌海は通称。他に、号に「揖軒」「無影樹下」「船楼」があった。本名は「司馬津」。
幼名、島倉伊之助（なお「島倉亥之助」の表記もある。弟に島倉家を譲り、司馬と改姓した。
語学の天才と言われ、独・英・蘭・仏・露・中の6か国語に通じていた。松本良順、ヨハネス・ポンペ・ファン・メーデルフォールトに師事していたことから、特に医学用語の日本語訳を多く作っている。
ドイツ語学者の司馬亨太郎は長男、囲碁棋士の喜多文子は二女。

## 略歴
- 天保10年（1839年）2月28日、島倉栄助・ラクの長男として佐渡島雑太郡新町村に生まれる。
- 6歳で佐渡の相川学館に入塾。
- 嘉永3年（1850年）11歳で、質屋を営む祖父伊右衛門に連れられ江戸に出て唐津藩儒者山田寛に漢学を学び、13歳で奥医師松本良甫、松本良順のもとでオランダ語と医学を学ぶ。
- 下総国印旛郡佐倉の佐藤泰然の私塾順天堂で蘭学と蘭方を学ぶ。
- 佐渡に帰島。
- 安政4年（1857年）、師の松本良順と長崎へ行きオランダ軍医ポンペに学ぶ。
- 文久元年（1861年）、ポンペに破門される。
- 文久2年（1862年）、『七新薬』を著し、尚新堂から刊行。
- 肥前国松浦郡平戸で平戸藩医師・岡口等伝の娘の婿になる。長男・司馬亨太郎が生まれる。
- 祖父伊右衛門により佐渡に連れ戻される。
- 横浜に出る。
- 江戸の下谷練塀町で私塾「春風社」を開く。
  - 教え子に生田秀（ビール醸造）、清水郁太郎（医学者、東京大学教授）。
- 明治元年（1868年）、医学校（現・東京大学医学部）三等教授。
- 明治3年（1870年）3月、少博士・正七位。
- 明治3年（1870年）7月、少助教。
- 明治5年（1872年）1月、大学大助教。後に文部大教授。
- 明治5年（1872年）、日本最初のドイツ語辞典『和訳独逸辞典』を出版。
  - 但し、『孛和袖珍字書』という辞典も同時期に出ている。日本初というのは辞典、辞書の定義によると思われる。
- 明治8年（1875年）5月、元老院少書記官。
- 明治8年（1875年）12月、辞職。
- 明治9年（1876年）公立医学所（後に愛知医学校、愛知県立医学校、愛知県立愛知医科大学、名古屋医科大学と改称。現・名古屋大学医学部）教授。
  - 教え子に後藤新平。
- 明治10年（1877年）名古屋で開業。
- 明治12年（1879年）3月11日、肺結核で神奈川県戸塚にて死去。享年40（満39歳没）。

## 著書
- 七新薬（司馬凌海 著、関寛斎 校）
- 和訳独逸辞典（日本最初のドイツ語辞典）
- 独逸文典字類（明治4年）
  - ドイツ語はドイツ草書体で表記され、品詞も記載されている。アルファベット順（ドイツ語）で記載。
- 朋百氏薬論（訳、明治2年）
  - ポンペの薬物学講義を翻刻したもの
- 薬物学（別題「百氏薬性論」）

## エピソード
- 医学校時代に指定した教科書を買い占め、原価より高く売り利益を得ていた。その金で放蕩していたので、謹慎処分になる。
- 医学校に教師として来たドイツ人医師レオポルト・ミュルレルとテオドール・ホフマンと話したとき、あまりに上手に話すので「あなたはドイツに何年いましたか」などと聞かれた。しかし、実際には日本から出たことはない。
- 医学校に外国の教師を呼んだが、凌海以外に通訳できる者がいなかった。したがって酒好きの凌海が二日酔いで休むと自然と休講になった。
- 通訳するときに、日本語にない単語はその場で即座に造語した。漢文に精通していたため、的確な訳語だったといわれている。

## その他
- 出身地にある佐渡市立真野小学校の校庭に記念碑がある。
- 墓碑は東京都港区の青山霊園（一種イ6号4側）に「司馬家･小池家」として現存
- 司馬遼太郎の小説『胡蝶の夢』の主人公の一人として描かれている。